# ابراهیم کانه
ابراهیم کانه (انگلیسی: Ibrahim Kane؛ زادهٔ ۲۳ ژوئن ۲۰۰۰) بازیکن فوتبال اهل مالی است.
از باشگاه‌هایی که در آن بازی کرده است می‌توان به باشگاه فوتبال فورسکلا پولتاوا اشاره کرد.
وی همچنین در تیم‌های ملی فوتبال زیر ۱۷ سال مالی و مالی بازی کرده است.